# Cran-Gevrier
Cran-Gevrier è un comune francese di 17 113 abitanti situato nel dipartimento dell'Alta Savoia della regione dell'Alvernia-Rodano-Alpi.
Nel suo territorio il fiume Thiou sfocia nel Fier.

## Società

### Evoluzione demografica
Abitanti censiti